# Музей на викингите „Лофотър“
Музеят на викингите Лофотър (на норвежки: Lofotr Vikingmuseum) е исторически музей край селцето Борг, Норвегия. Базиран е на възстановки и археологически разкопки на село на викингски вожд на остров Vestvågøya в архипелага на Лофотенските острови в окръг Норлан. Той е част от консорциума Museum Nord.

## История
През 1983 г. археолозите разкриват къщата на вожда в Борг (På Borg på Vestvågøya i Lofoten), голяма сграда от епохата на викингите, за която се смята, че е създадена някъде ок. 500 г. Съвместен скандинавски изследователски проект е проведен в Борг от 1986 до 1989 г., разкопките разкриват най-голямата сграда, откривана някога от периода на викингите в Норвегия. Основата на къщата на вожда в Борг е с дължина 83 метра и ширина 9,5 метра, а реконструираната сграда е висока 9 метра. Смята се, че седалището в Борг е било изоставено ок. 950 г.